# Hecken (Francja)
Hecken – miejscowość i gmina we Francji, w regionie Grand Est, w departamencie Górny Ren.
Według danych na rok 1990 gminę zamieszkiwały 372 osoby, 152 os./km².